# Tony Parker (album)
Pour les articles homonymes, voir Tony Parker.
Singles
1. Balance-toi
Sortie : 30 avril 2007
2. Premier Love (feat. Rickwell)
Sortie : 22 octobre 2007

Tony Parker est le premier album du joueur de basket-ball français Tony Parker, sorti en 2007. 
L'album est enregistré sous le label de TF1, Music One et est réalisé par Skalp et Parker a coécrit la plupart des chansons sous la conduite du rappeur Éloquence. Il s'est vendu à 50 000 exemplaires.

## Liste des chansons
| 1.  | Intro (Stanley Clarke)                             | Stanley Clark                              | Skalp       | 1:36 |
| 2.  | Balance-toi                                        | Tony Parker, Eloquence                     | Skalp       | 3:31 |
| 3.  | On Dit Quoi ? (feat Eloquence)                     | Tony Parker, Eloquence                     | Skalp       | 3:30 |
| 4.  | Premier Love (feat Rickwell)                       | Tony Parker, Eloquence                     | Skalp       | 3:32 |
| 5.  | La Famille (feat Eddie B)                          | Tony Parker, Eloquence                     | Skalp       | 3:56 |
| 6.  | Bienvenue Dans Le Texas (feat Booba)               | Tony Parker, Eloquence, Booba              | Skalp       | 3:58 |
| 7.  | Les clefs De La Réussite (feat Don Choa & Soprano) | Tony Parker, Eloquence, Don Choa & Soprano | Skalp       | 4:21 |
| 8.  | L'effet Papillon (feat Jamie Foxx)                 | Tony Parker, Eloquence, Jamie Foxx         | Skalp       | 3:58 |
| 9.  | Pourquoi Je Rappe ?                                | Tony Parker, Eloquence                     | Tommy Djibz | 3:18 |
| 10. | Génération Movitée (feat K-Reen)                   | Grand Corps Malade                         | Skalp       | 4:45 |
| 11. | Gametime                                           | Tony Parker, Eloquence                     | Polygrafic  | 5:25 |

### Crédits
Les crédits sont adaptés depuis Discogs.

#### Interprètes
- Chant : Tony Parker
- Chants additionnel : Stanley Clark (1), Eloquence (3), Rickwell (4), Eddie B (5), Booba (6), Don Choa (7), Soprano (7), Jamie Foxx (8), K-Reen (10)
- Chœurs : Eddie B (7)

#### Équipe de production
- Réalisateurs artistiques, Directeur vocal, Arrangements voix, Enregistré: skalp
- Producteur exécutif : (Boussad aka BoussBouss)
- Design : Vivien Lavau
- Mastering : JP
- Photographie : Armen Djerrahian